# Nikoline Nielsen (fodboldspiller)
Nikoline Nielsen (født 12. august 2009) er en dansk fodboldspiller, der spiller som angriber for Fortuna Hjørring. Hun er anerkendt som et af de mest lovende unge talenter i dansk kvindefodbold.[kilde mangler]

## Klubkarriere
Nikoline Nielsen begyndte sin karriere i ungdomsrækkerne hos Fortuna Hjørring, hvor hun hurtigt markerede sig som en målfarlig og driblestærk offensivspiller. Hun har spillet på både U16- og U19-holdene og er en del af Dana Cup Academy.
I 2025 fik hun debut på førsteholdet i Kvindeligaen, hvor hun leverede en målgivende aflevering i en kamp mod AGF.

## Landsholdskarriere
Nikoline Nielsen er udtaget til det danske U16-landshold, hvor hun har spillet flere internationale kampe og bidraget med mål og oplæg.

## Spillerprofil
Nielsen beskrives som en teknisk stærk, hurtig og kreativ angriber med blik for spillet og flair i én-mod-én-situationer.[kilde mangler]